# Florent-Emilio Siri
Florent-Emilio Siri (Freyming-Merlebach, 2 marzo 1965) è un regista e sceneggiatore francese.

## Biografia
Florent-Emilio Siri ha studiato cinema alla Sorbona e alla ESRA a Parigi. Ha iniziato la sua carriera cinematografica nel 1998 con il film sociale Une minute de silence (Un minuto di silenzio), proseguendo nel 2002 con il film d'azione Nido di vespe. Successivamente si dedicò alla regia di due videogiochi prodotti dalla Ubisoft: Splinter Cell: Pandora Tomorrow e Splinter Cell: Chaos Theory.
Fu Bruce Willis a volere Siri per dirigere il suo film del 2005, Hostage, che pur non essendo un grande successo commerciale, donò molta visibilità al regista che riscosse buone critiche. Nel 2007 ha realizzato una pellicola intitolata Giorni di guerra, trattando gli aspetti personali e gli effetti psicologici sugli individui coinvolti nella guerra di Algeria.
Ha scritto, assieme a Julien Rappeneau, e diretto nel 2012 il film Cloclo, sulla vita del cantante pop francese Claude François. In Francia è anche noto come regista di video musicali per diversi gruppi francesi tra cui gli IAM, gli Expression Direkt, gli Alliance Ethnik, e Wu-Tang Clan, tra i tanti.

## Filmografia parziale

### Regista
- Une minute de silence (1998)
- Nido di vespe (Nid de guêpes, 2002)
- Hostage (2005)
- Giorni di guerra (L'ennemi intime, 2007)
- Cloclo (2012)
- French cousin (2015)

### Sceneggiatore
- Nido di vespe (Nid de guêpes), regia di Florent Emilio Siri (2002)